# Davey Barr
Davey Barr (Vancouver, 3 de marzo de 1977) es un deportista canadiense que compitió en esquí acrobático, especialista en la prueba de campo a través.
Ganó una medalla de bronce en el Campeonato Mundial de Esquí Acrobático de 2009. Participó en los Juegos Olímpicos de Vancouver 2010, ocupando el sexto lugar en su especialidad.

## Medallero internacional
| Campeonato Mundial | Campeonato Mundial | Campeonato Mundial | Campeonato Mundial |
| Año                | Lugar              | Medalla            | Competición        |
| ------------------ | ------------------ | ------------------ | ------------------ |
| 2009               | Inawashiro (Japón) | Medalla de bronce  | Campo a través     |